# Gruvtrav
Gruvtrav (Arabidopsis halleri) är en korsblommig växtart som först beskrevs av Carl von Linné, och fick sitt nu gällande namn av O'kane och Al-shehbaz. Enligt Catalogue of Life ingår Gruvtrav i släktet backtravar och familjen korsblommiga växter, men enligt Dyntaxa är tillhörigheten istället släktet backtravar och familjen korsblommiga växter. Arten har ej påträffats i Sverige.

## Underarter
Arten delas in i följande underarter:
- A. h. gemmifera
- A. h. halleri
- A. h. ovirensis

## Bildgalleri

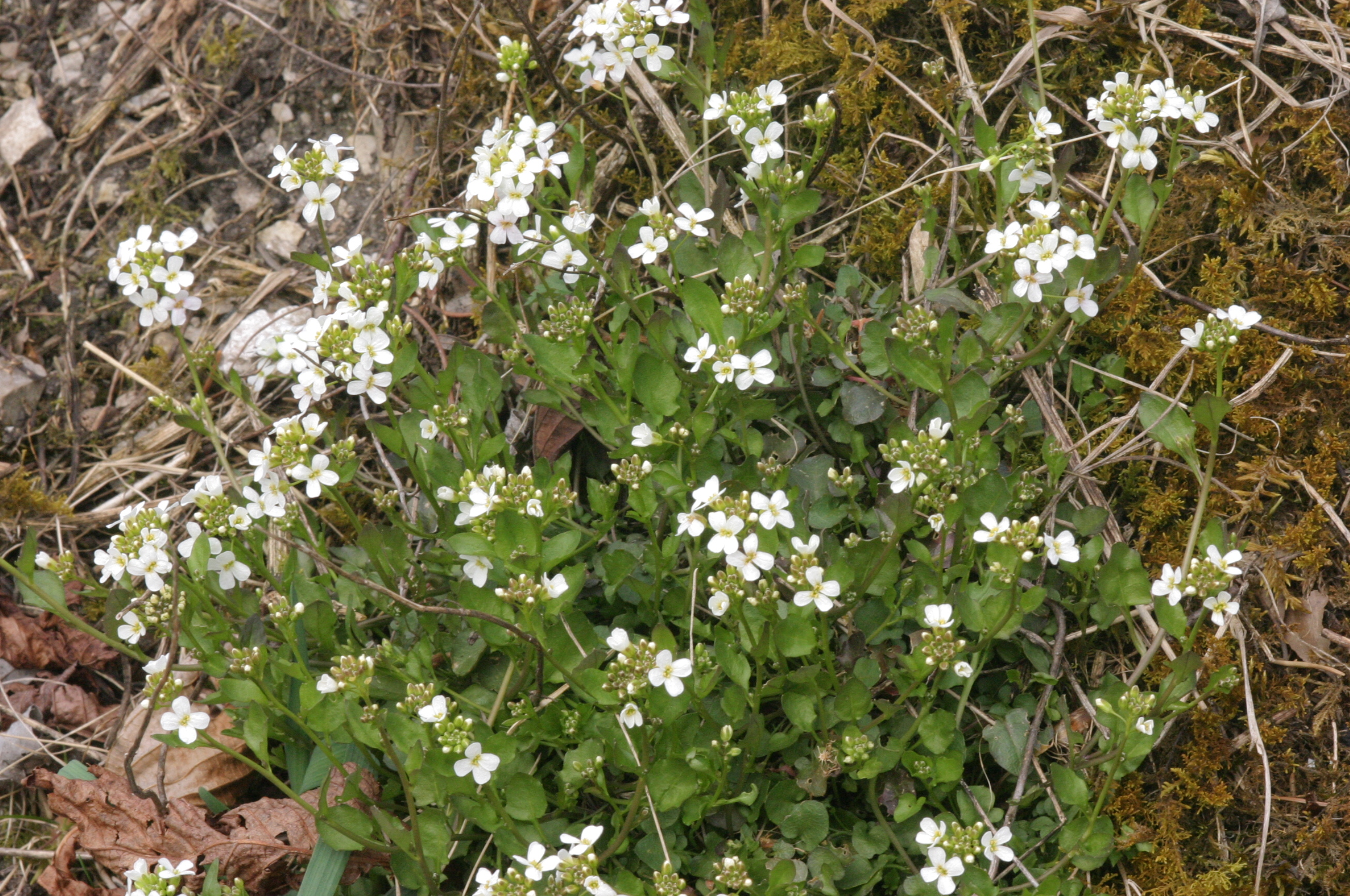
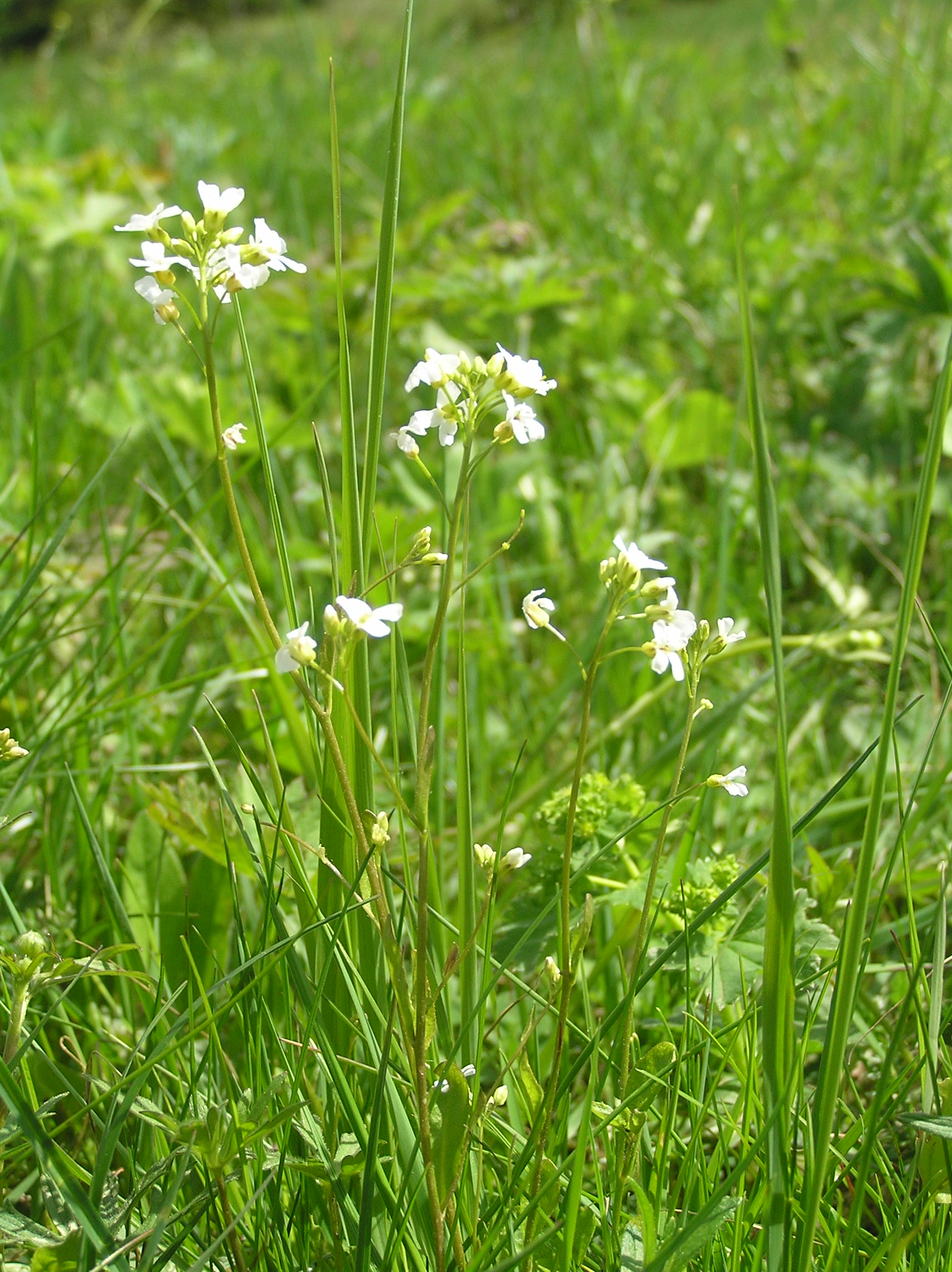
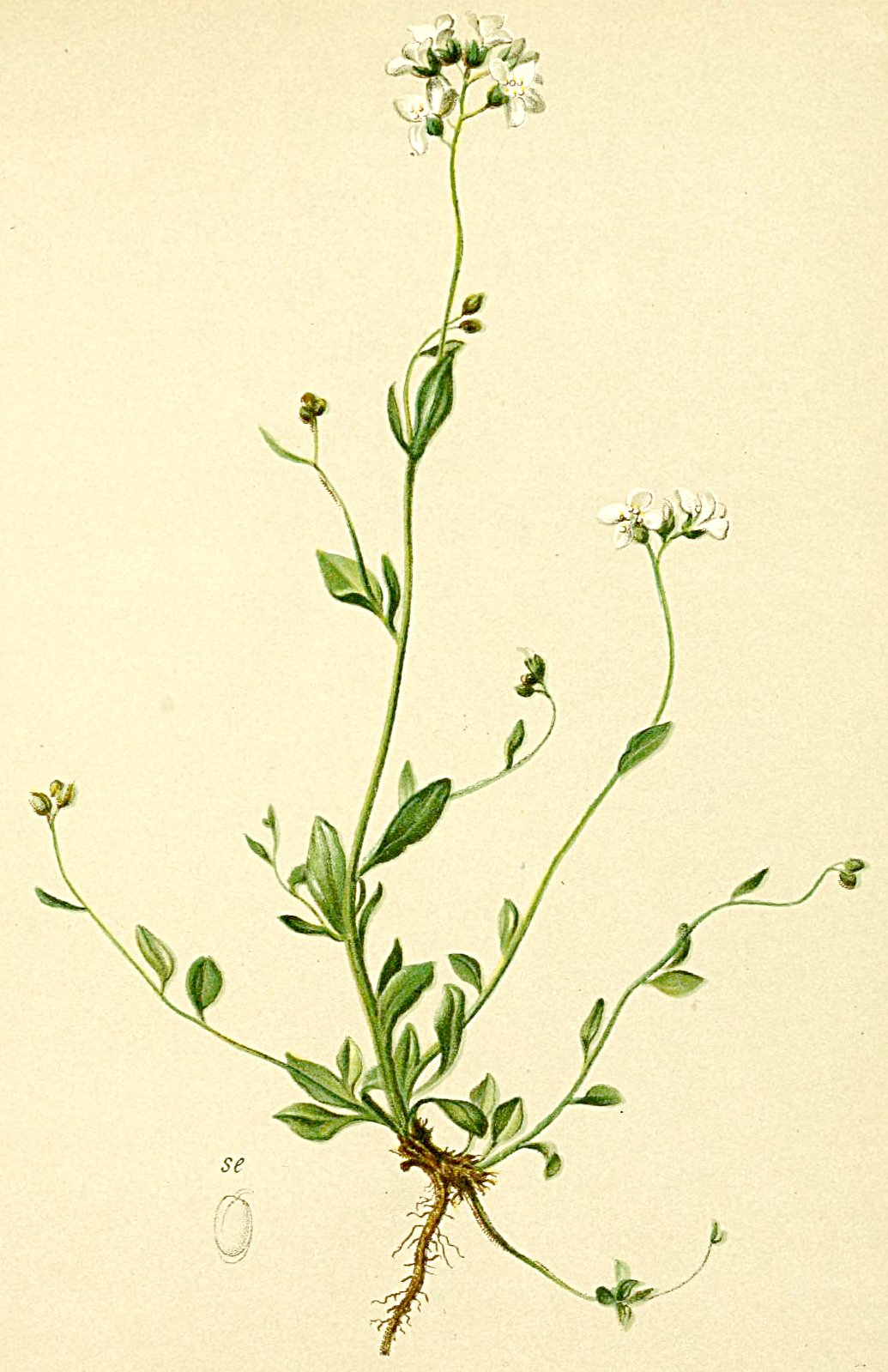